# 국기훈장
국기훈장(國旗勳章)은 1948년 10월 12일 조선민주주의인민공화국 최고인민회의 상임위원회 정령으로 제정된 조선민주주의인민공화국의 첫 훈장으로, 총 3급으로 구성되어 있다. 정치적·군사적·문화적·기술적 공로 등 넓은 범위의 공로를 치하하기 위하여 수여된다.
국기훈장 제1급은 조선민주주의인민공화국의 최고급 훈장 중 하나로써, 훈장 법령에 따라 공화국영웅 칭호 또는 로력영웅 칭호, 또는 김일성훈장, 김정일훈장이 수여될 때 함께 수여된다.

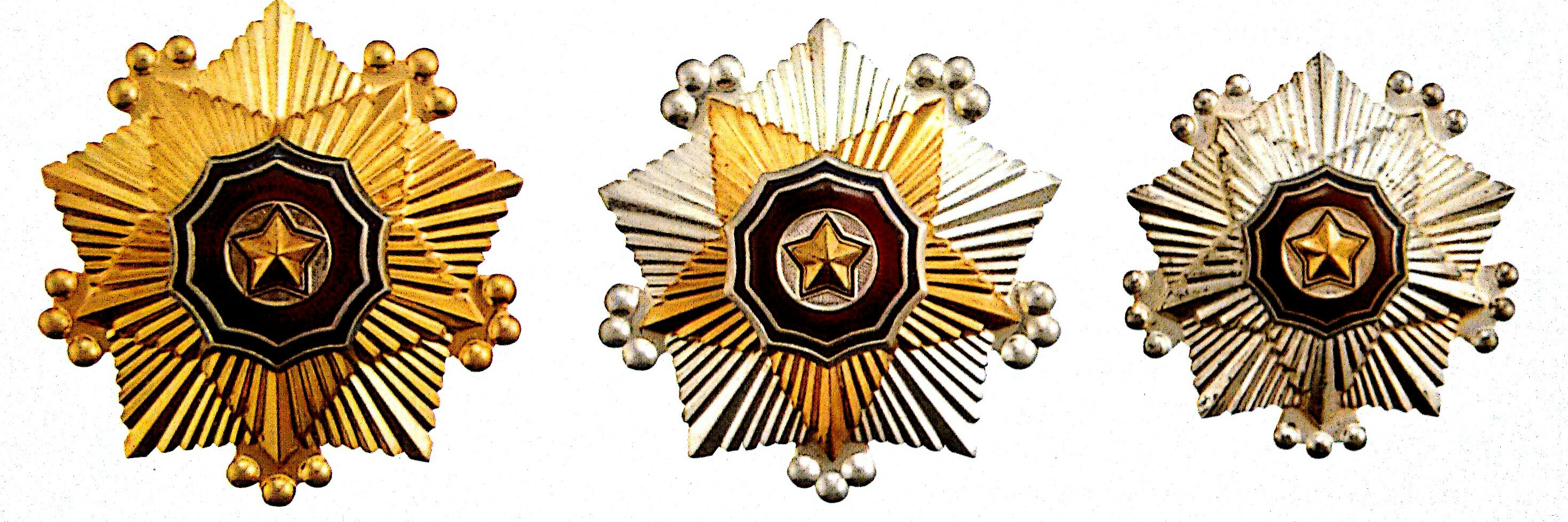
국기훈장 제1, 2, 3급

## 구성
가장 높은 급수인 제1급은 전면부가 금색이며, 제2급은 부분적 금색, 제3급은 전체가 은색으로 구성되어있다.

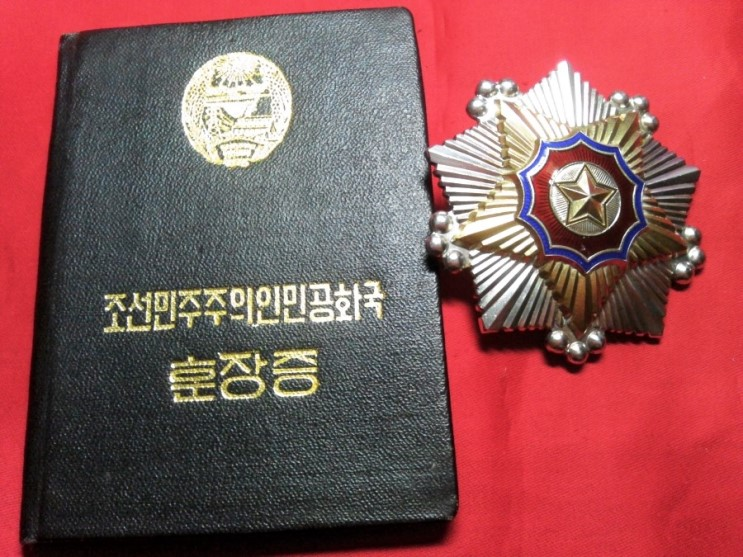
1950년대 소련 화폐제조공사에서 생산된 국기훈장 제2급과 훈장증

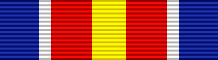
국기훈장 제1급의 약장
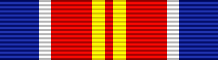
국기훈장 제2급의 약장
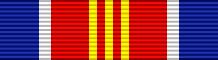
국기훈장 제3급의 약장

## 수훈자의 복지 혜택
```
조선민주주의인민공화국 최고인민회의 상임위원회《『국기』훈장 제一 제二 제三급에 관한 규정》, 一九四八
 발췌본
 五. 『국기』훈장 수훈자는 다음과 같은 특권을 가진다.
     『국기』훈장 제一급
    1. 철도 수상 운수 전차 국영자동차 운수에 있어서의 무임승차
    2. 년봉으로써 一천 二백원을 받는다
    3. 수훈자가 로동능력을 상실하든가 또는 남자 五十五세, 녀자 五十세에 달하는 경우에는 년금을 받을 권리를 가진다.
       년금의 범위는 따로 법령으로 규정한다.
     『국기』훈장 제二급
    1. 년봉으로써 九백원을 받는다
    2. 기차, 전차의 무임승차
    3. 수훈자가 로동능력을 상실하든가 또는 남자 五十五세, 녀자 五十세에 달하는 경우에는 년금을 받을 권리를 가진다.
       년금의 범위는 따로 법령으로 규정한다.
     『국기』훈장 제三급
    1. 년봉으로써 六백원을 받는다
    2. 전차의 무임승차
    3. 수훈자가 로동능력을 상실하든가 또는 남자 五十五세, 녀자 五十세에 달하는 경우에는 년금을 받을 권리를 가진다.
       년금의 범위는 따로 법령으로 규정한다.
```

위 복지 혜택은 훗날 경제난과 무분별한 수여로 인한 훈장 지위 하향으로 대폭 축소되었다.

## 훈장의 지위
국기훈장은 1972년 3월 20일 김일성훈장이 제정되기 이전까지 북한 최고지위의 상훈이였다. 60년대까지 수여 횟수가 적은 고급 훈장이였으나, 1970년대부터 수여 횟수가 과도하게 늘어나 훈장이 갖는 대내적 위상은 급격히 하락했다. 수여량 과다로 한글 자음을 일련문자로 하여 일련번호 초기화를 여러번 시도하다 1980년대부터 훈장 뒷면의 일련번호란을 삭제시키거나 표기하지 않는다.

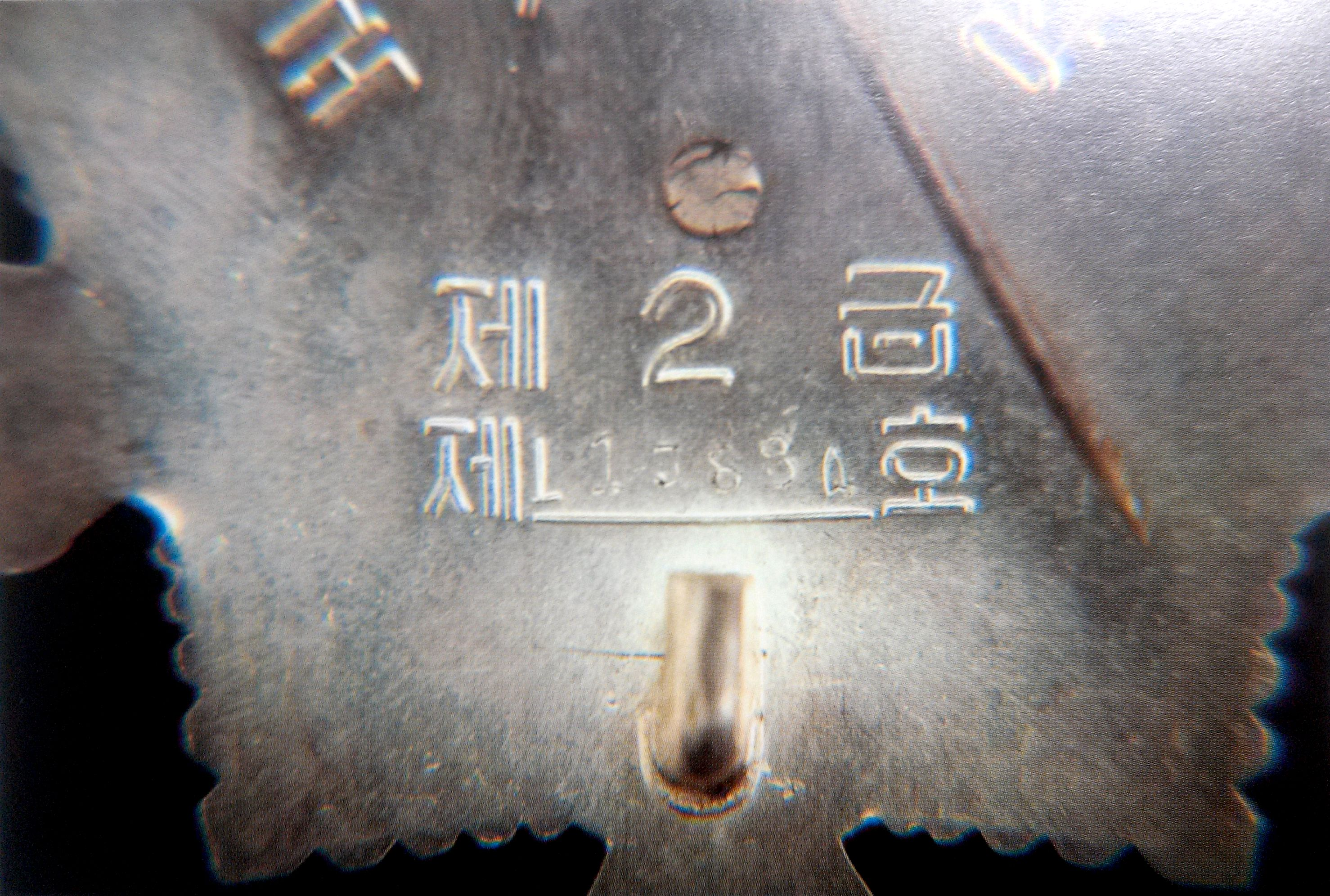
일련번호를 초기화하기 위해 한글 "ㄴ"을 추가시킨 모습

조선로동당에서의 장기 근속 시 근속장으로 수여되는 것으로도 알려졌다. (제1급 - 25년 근무, 제2급 - 20년 근무, 제3급 - 15년 근무)

## 한국전쟁 중 수여 횟수[2]
| 급수  | 조선인민군 | 중국 인민해방군 |
| ----- | ---------- | --------------- |
| 제1급 | 1,344회    | 133회           |
| 제2급 | 1,651회    | 866회           |
| 제3급 | 51,527회   | 22,509회        |

소련, 불가리아, 폴란드 등 한국전쟁 중 북한을 지원한 공산권 국가들의 정치가와 파견단에게도 수여되었다.

## 변천 과정

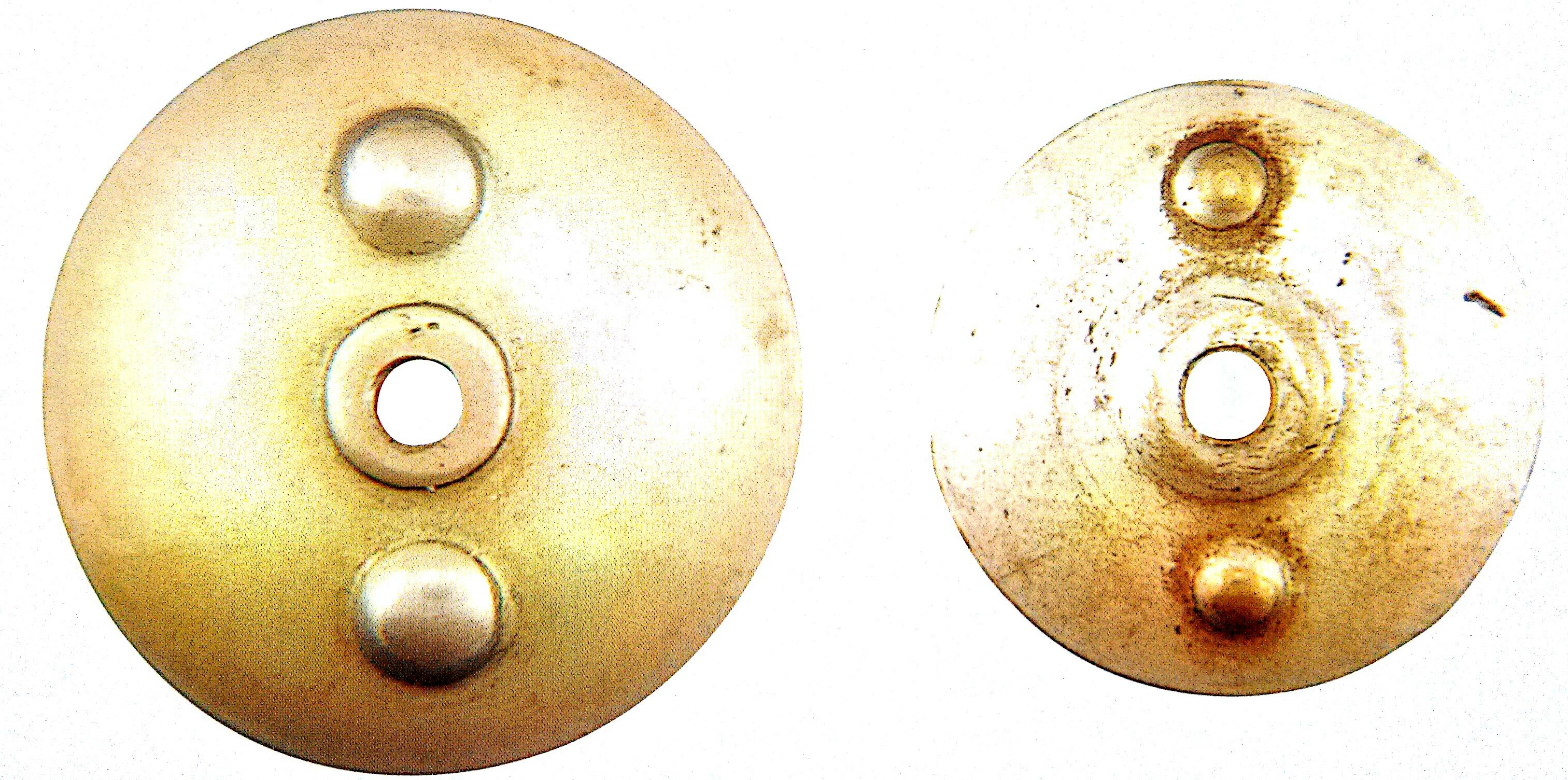
소련제 스크류 플레이트(좌)와 북한제 스크류 플레이트(우)

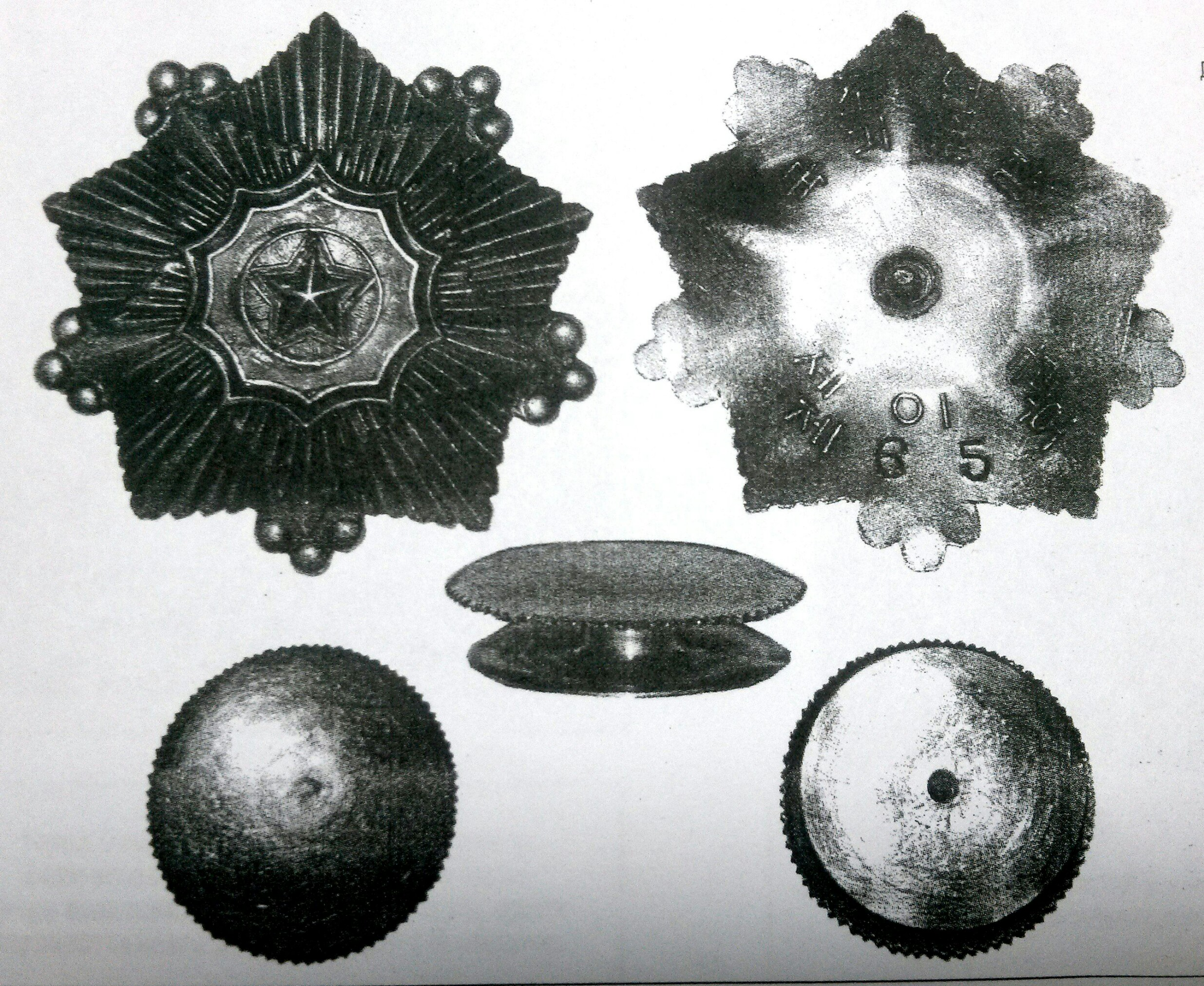
극초기형 국기훈장 제2급

1948년~한국전쟁 시기의 북한 생산 국기훈장은 통일된 생산 체계 하에서 생산된 것이 아니기 때문에 생산 공장에 따라 세부적 형태에 차이가 있으며 스크류 플레이트 또한 통일된 모습을 갖추기 못하고 있다.
훈장 재질의 하향은 북한 내부의 정치적 불안을 해소하기 위한 수여량 증가와 관련이 있다.
| 년도                   | 제조국                 | 재질                   | 패용 방식                                      |
| ---------------------- | ---------------------- | ---------------------- | ---------------------------------------------- |
| 1948년 - 1950년대 초반 | 조선민주주의인민공화국 | 스털링 실버 및 금 도금 | 스크류백(Screw-back)                           |
| 1950년대               | 소련                   | 스털링 실버 및 금 도금 | 스크류백(Screw-back)                           |
| 1950년대 - 1960년대    | 조선민주주의인민공화국 | 스털링 실버 및 금 도금 | 스크류백(Screw-back) 수평식 핀(Horizontal-pin) |
| 1960년대 후반 ~ 현재   | 조선민주주의인민공화국 | 동 합금 프레임에 도금  | 수직 핀(Vertical-pin)                          |

국기훈장 제3급의 경우 한국전쟁 기간 체코슬로바키아에서 생산된 것으로도 알려져 있으나 공식적으로 확인되지 않는다.

## 훈장증
여러 훈장들을 기재할 수 있는 공용 훈장증명서는 한국전쟁 발발 직후인 1950년 7월 달에 자유독립훈장, 전사의 영예 훈장, 리순신훈장이 차례로 제정되며 1952년부터 사용되기 시작하였다. 1950년 7월 이전까지 조선민주주의인민공화국의 훈장은 국기훈장이 유일했으므로 국기훈장 전용 증명서인 '국기훈장증'이 존재하였다.
조선민주주의인민공화국의 훈장증은 소련 훈장증의 서식과 형태를 차용하였으며, 표창장 형태로 제작되는 외국인용을 제외하고 소형 수첩 형태로 제작된다.
1960년대에 들어서 소련식 서식을 벗어나 훈장 규정 발췌본 페이지가 삭제되고 페이지 수가 2페이지로 줄어드는 등 간소화되었다.
| 년도                        | 종류 |
| --------------------------- | ---- |
| 1948년 - 1950년대 초        |      |
| 1952년 - 1960년(공용훈장증) |      |
| 1960년대 - 현재(공용훈장증) |      |
| 외국인용 훈장증(1960년대 -) |      |

## 대표 수훈자
- 김일성
- 김정일
- 김정숙
- 김영남
- 최룡해
- 최영림
- 류경수
- 펑더화이 (1951년, 1953년 2회 수훈)
- 욤자깅 체뎅발
- 키릴 메레츠코프
- 세르게이 비류조프
- 알렉산드르 바실렙스키
- 로디온 말리놉스키
- 바실리 이바노비치 페트로프
- 야코프 노비첸코
- 보이치에흐 야루젤스키
- 호스니 무바라크
- 쥐베날 하브자리마나
- 피델 카스트로

## 같이 보기
- 조선민주주의인민공화국의 국기

## 참고 문헌
- Warren E. Sessler & Paul McDaniel jr. 《Military and civil awards of the Democratic People's Republic of Korea (DPRK)》, 2009
- William A. Boik 《Orders, Decorations, and Medals of the Democratic People's Republic of Korea》, 2008
- 《Петербургский Коллекционер》№4(54)